# Paradox (base de dades)
Paradox és una base de dades relacional per entorn MS Windows, anteriorment disponible per MS-DOS i Linux, desenvolupada a principis del segle XXI per Corel i inclosa a la suite ofimàtica WordPerfect Office.
En temps de l'MS-DOS, era una base de dades de força èxit, competint amb dBase, Clipper i Foxbase. Va passar al control de Borland després de la compra de Ansa Programari en 1987. Encara que Borland la va portar a Windows, la seva quota de mercat és molt menor que la de Microsoft Access, però el seu llenguatge de programació (ObjectPAL) és Pascal, el que li fa més potent que Access, que utilitza Visual Basic i això limita bastant les seves prestacions si es compara amb altres bases de dades que utilitzen llenguatges més avançats. Amb la seva Runtime es pot desenvolupar una aplicació utilitzant una sola llicència sense limitació de llocs.